# Fritz Steinfelser
Fritz Steinfelser (* 7. Juni 1912 in Wien; † 21. April 2004 in Linz) war ein österreichischer Architekt.

## Leben und Wirken
Nach der Realschule in Waidhofen an der Ybbs studierte Fritz Steinfelser von 1931 bis 1936 Architektur an der TU Wien. Bis 1939 arbeitete er bei Paul Bonatz in Stuttgart, dann wurde er kriegsdienstverpflichtet in München bei Generalbaurat Paul Giesler, 1940 wurde er zur Wehrmacht eingezogen. Nach 1945 war er bei Architekten in Wien, Wels und Linz tätig und trat 1948 in den Magistratsdienst beim Linzer Entwurfsamt ein, wo er zuletzt bis 1974 Oberbaurat war. 1974 bis 1986 betrieb Steinfelser ein eigenes Architekturbüro gemeinsam mit Schinko und Novak in Linz, sowie in Wien mit Josef Jaksch.

## Bauten
- Kindergarten Anastasius-Grün-Straße 4, Linz
- 1953 Speicher im Donauhafen, Linz
- 1954 Teil der Siedlung Wimhölzel-Hinterland, Stieglbauernstraße, Linz
- 1954 Karl-Renner-Schule, Linz
- 1956–57 Hamerlingschule, Linz (gemeinsam mit Jaksch)
- 1955–58 Hummelhofbad, Linz
- 1966 Gymnasium Wiener Neustadt (mit Jaksch)
- 1964–67 Bad Micheldorf (mit Schwanzar)
- 1964–69 Pionierkaserne Leobersdorf
- 1966–69 Gymnasium Krems (mit Jaksch)
- 1970–72 Sporthalle Linz (abgebrochen)
- 1976 Umbau Jägermayrhof, Linz
- 1976–84 Eichamt Wien

## Auszeichnungen
- Ziviltechnikerpreis (1950)
- Goldenes Ingenieurdiplom der TU Wien (1986)